# 원분 다항식
대수적 수론에서, 원분 다항식(圓分多項式, 영어: cyclotomic polynomial)은 1의 거듭제곱근을 근으로 하는 정수 계수 일계수 기약 다항식이다.

## 정의
양의 정수 {\displaystyle n}에 대하여, {\displaystyle n}번째 원분 다항식
{\displaystyle \Phi _{n}\in \mathbb {Z} [x]}
은 다음과 같다.
{\displaystyle {\begin{aligned}\Phi _{n}(x)&=\prod _{1\leq k\leq n}^{\gcd\{k,n\}=1}(x-\exp(2\pi ik/n))\\&=\prod _{1\leq d\leq n}^{d\mid n}(x^{d}-1)^{\mu (n/d)}\\&=(x^{n}-1)\prod _{1\leq d<n}^{d\mid n}{\frac {1}{\Phi _{d}(x)}}\end{aligned}}}
첫째 정의에서, {\displaystyle \gcd\{k,n\}=1}은 {\displaystyle k}와 {\displaystyle n}이 서로소라는 조건이며, 이 경우 {\displaystyle \exp(2\pi ik/n)}는 모든 1의 원시 {\displaystyle n}제곱근에 해당한다. ({\displaystyle \exp(2\pi ik/n)}은 흔히 {\displaystyle e^{2\pi ik/n}}으로 쓴다.) 이 정의에 따라, {\displaystyle \Phi _{n}(x)}는 1의 원시 {\displaystyle n}제곱근들을 근으로 갖는 일계수 다항식이며, {\displaystyle \phi (n)}차 다항식이다 ({\displaystyle \phi }는 오일러 피 함수). 둘째 정의에서, {\displaystyle \mu }는 뫼비우스 함수이다. 셋째 정의는 재귀적이며, 이를 통해 {\displaystyle \Phi _{n}(x)}가 정수 계수 다항식임을 쉽게 알 수 있다. {\displaystyle \Phi _{n}(x)}가 기약 다항식임은 세 정의로부터 자명하지 않다. {\displaystyle \Phi _{n}(x)}이 {\displaystyle \exp(2\pi i/n)}의 {\displaystyle \mathbb {Q} }에 대한 최소 다항식이라는 사실은 원분 다항식의 정의로 삼을 수 있다.

## 성질
다음 성질들이 성립한다.
- {\displaystyle \Phi _{n}(x)}는 {\displaystyle \mathbb {Q} [x]}의 기약 다항식이다. 물론, {\displaystyle \Phi _{n}}은 일계수 다항식이므로 원시 다항식이며, 따라서 {\displaystyle \mathbb {Z} [x]}의 기약원이기도 하다.
- {\displaystyle \Phi _{n}(x)}의 차수는 {\displaystyle \phi (n)}이며, 특히 {\displaystyle n\geq 3}일 때 짝수이다.
{\displaystyle \deg \Phi _{n}=\phi (n)}
- 모든 1의 {\displaystyle n}제곱근은 어떤 유일한 {\displaystyle n}의 (양의) 약수에 대한 원시 제곱근이므로, 다음 항등식이 성립한다.
{\displaystyle x^{n}-1=\prod _{d\mid n}\Phi _{d}(x)}
- 이에 대한 뫼비우스 반전 공식은 다음과 같다.
{\displaystyle \Phi _{n}(x)=\prod _{d\mid n}(x^{d}-1)^{\mu (n/d)}}
- {\displaystyle \textstyle n'=\prod _{p\mid n}p}가 {\displaystyle n}의 제곱 인수가 없는 약수 가운데 가장 큰 하나일 때, 다음이 성립한다. 이에 따라, 원분 다항식의 계산은 제곱 인수가 없는 지표의 경우로 귀결된다.
{\displaystyle \Phi _{n}(x)=\Phi _{n'}(x^{n/n'})}

### 계수
원분 다항식의 계수에 대하여, 다음 성질들이 성립한다.
- 모든 정수는 어떤 원분 다항식의 계수이다. 특히, (낮은 차수에서와 달리) 원분 다항식의 계수는 {\displaystyle \{-1,0,1\}}로 이루어질 필요가 없다.
- {\displaystyle n\geq 2}에 대하여, {\displaystyle \Phi _{n}(x)}의 계수들은 “회문”을 이룬다 ({\displaystyle a_{0}=a_{\phi (n)}=1,a_{1}=a_{\phi (n)-1},\dots }).
- {\displaystyle n\geq 3}에 대하여, {\displaystyle \Phi _{n}(x)}의 가운데 항 계수(즉, {\displaystyle n/2}차항 계수)는 0이거나 ({\displaystyle n\in \{2^{2},2^{3},\dots \}}) 홀수이다 ({\displaystyle n\not \in \{2^{2},2^{3},\dots \}}).

### 값
원분 다항식의 특정 수에서의 값들은 다음과 같다.
{\displaystyle \Phi _{n}(0)=1}
{\displaystyle \Phi _{n}(1)={\begin{cases}0&n=1\\p&\exists p\in \{2,3,5,7,11,\dots \}\colon n\in \{p,p^{2},p^{3},\dots \}\\1&n\neq 1\land \not \exists p\in \{2,3,5,7,11,\dots \}\colon n\in \{p,p^{2},p^{3},\dots \}\end{cases}}}
{\displaystyle \Phi _{n}(-1)={\begin{cases}-2&n=1\\0&n=2\\1&n\in \{3,5,7,9,\dots \}\\-n&n\in \{4,6,8,10,\dots \}\end{cases}}}

## 예

### 작은 지표
처음 몇 원분 다항식은 다음과 같다.
{\displaystyle \Phi _{1}(x)=x-1}
{\displaystyle \Phi _{2}(x)=x+1}
{\displaystyle \Phi _{3}(x)=x^{2}+x+1}
{\displaystyle \Phi _{4}(x)=x^{2}+1}
{\displaystyle \Phi _{5}(x)=x^{4}+x^{3}+x^{2}+x+1}
{\displaystyle \Phi _{6}(x)=x^{2}-x+1}
{\displaystyle \Phi _{7}(x)=x^{6}+x^{5}+x^{4}+x^{3}+x^{2}+x+1}
{\displaystyle \Phi _{8}(x)=x^{4}+1}
{\displaystyle \Phi _{9}(x)=x^{6}+x^{3}+1}
{\displaystyle \Phi _{10}(x)=x^{4}-x^{3}+x^{2}-x+1}
{\displaystyle \Phi _{11}(x)=x^{10}+x^{9}+x^{8}+x^{7}+x^{6}+x^{5}+x^{4}+x^{3}+x^{2}+x+1}
{\displaystyle \Phi _{12}(x)=x^{4}-x^{2}+1}
{\displaystyle \Phi _{13}(x)=x^{12}+x^{11}+x^{10}+x^{9}+x^{8}+x^{7}+x^{6}+x^{5}+x^{4}+x^{3}+x^{2}+x+1}
{\displaystyle \Phi _{14}(x)=x^{6}-x^{5}+x^{4}-x^{3}+x^{2}-x+1}
{\displaystyle \Phi _{15}(x)=x^{8}-x^{7}+x^{5}-x^{4}+x^{3}-x+1}
원분 다항식의 계수가 {\displaystyle \{-1,0,1\}}에 속할 필요는 없다. 예를 들어, 105번째 원분 다항식 {\displaystyle \Phi _{105}(x)}의 7차항은 {\displaystyle -2x^{7}}이다. 이는 처음 오는 반례이며, {\displaystyle 105=3\times 5\times 7}은 서로 다른 세 소수의 곱이다.

### Φp
소수 {\displaystyle p}에 대하여,
{\displaystyle \Phi _{p}(x)={\frac {x^{p}-1}{x-1}}=x^{p-1}+\cdots +x+1}
이다. {\displaystyle \Phi _{p}(x)}가 기약 다항식임을 보이는 것은 아이젠슈타인 판정법에 따라 더 쉽다.

### Φpq
임의의 두 소수 {\displaystyle p<q}에 대하여,
{\displaystyle (p-1)(q-1)=r(p,q)p+s(p,q)q}
인 유일한 음이 아닌 정수 {\displaystyle r(p,q),s(p,q)}가 존재한다.
두 소수 {\displaystyle p<q}에 대하여,
{\displaystyle {\begin{aligned}\Phi _{pq}(x)&={\frac {\Phi _{p}(x^{p})}{\Phi _{p}(x)}}\\&={\frac {(x^{pq}-1)(x-1)}{(x^{p}-1)(x^{q}-1)}}\\&={\biggl (}\sum _{i=0}^{r(p,q)}x^{ip}{\biggr )}{\biggl (}\sum _{j=0}^{s(p,q)}x^{jq}{\biggr )}-x^{-pq}{\biggl (}\sum _{i=r(p,q)+1}^{q-1}x^{ip}{\biggr )}{\biggl (}\sum _{j=s(p,q)+1}^{q-1}x^{jq}{\biggr )}\end{aligned}}}
이다. 특히, {\displaystyle \Phi _{pq}(x)}는 {\displaystyle \phi (pq)=(p-1)(q-1)}차 다항식이며, 계수는 {\displaystyle \{-1,0,1\}}로 이루어지며, 계수 1의 항이 계수 −1의 항보다 하나 더 많다 ({\displaystyle \Phi _{pq}(1)=1}). 또한, {\displaystyle \Phi _{pq}(x)}의 가운데 항 계수({\displaystyle (p-1)(q-1)/2}차항 계수)는 {\displaystyle (-1)^{r(p,q)}}이다.

## 참고 문헌
1. ↑  Lam, T. Y.; Leung, K. H. (1996). “On the cyclotomic polynomial Φpq(X)”. 《American Mathematical Monthly》 (영어) 103 (7): 562–564. doi:10.2307/2974668. ISSN 0002-9890. JSTOR 2974668. MR 1404079. Zbl 0868.11016.

- Lang, Serge (2002). 《Algebra》. Graduate Texts in Mathematics (영어) 211 개정 3판. New York, NY: Springer. doi:10.1007/978-1-4613-0041-0. ISBN 978-1-4612-6551-1. ISSN 0072-5285. MR 1878556. Zbl 0984.00001.

## 같이 보기
- 원분체